# الیسیک، مرزیفان
الیسیک، مرزیفان (به لاتین: Alıcık, Merzifon) یک منطقهٔ مسکونی در ترکیه است که در استان آماسیه واقع شده‌است.